# Talbachklamm

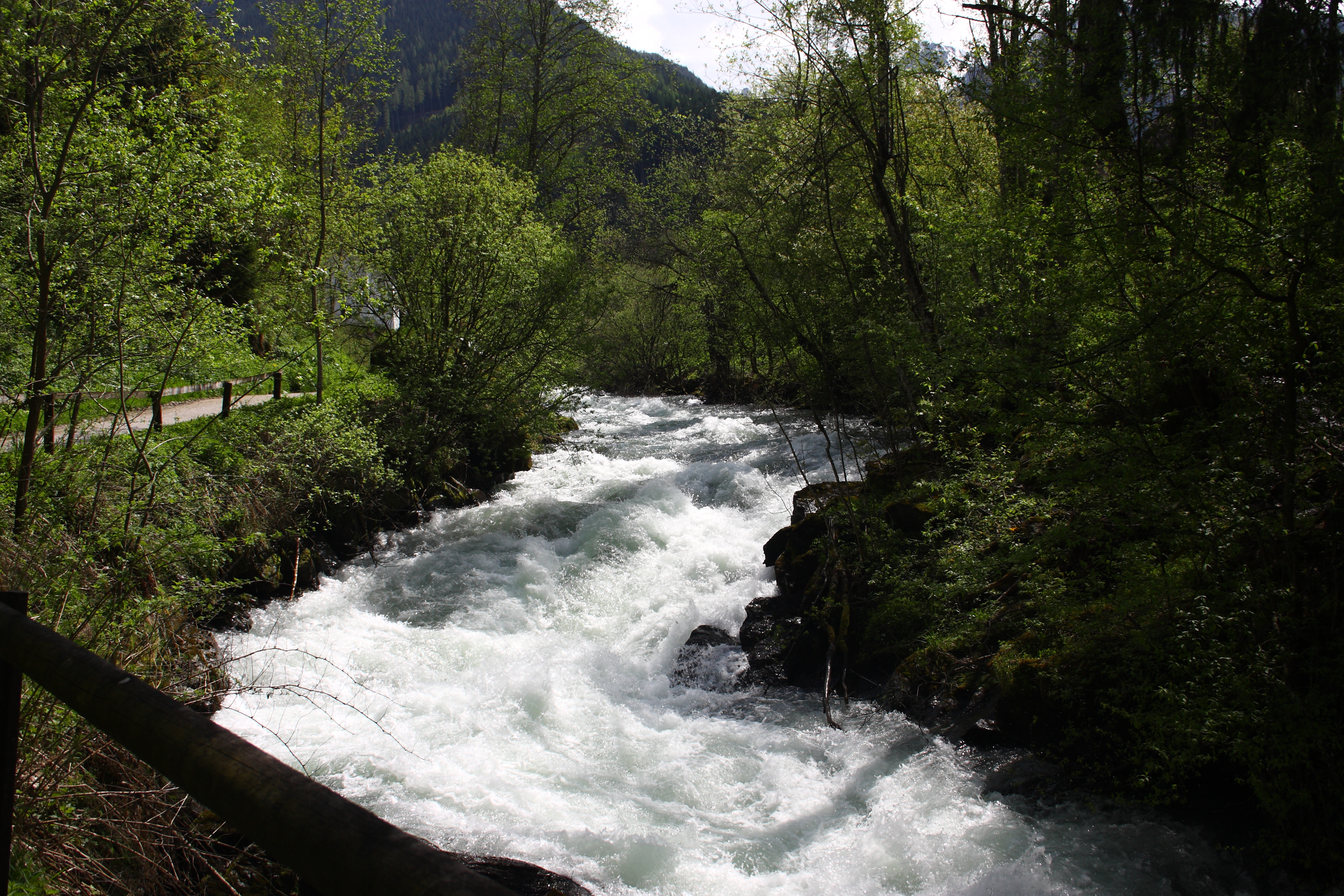
Talbachklamm

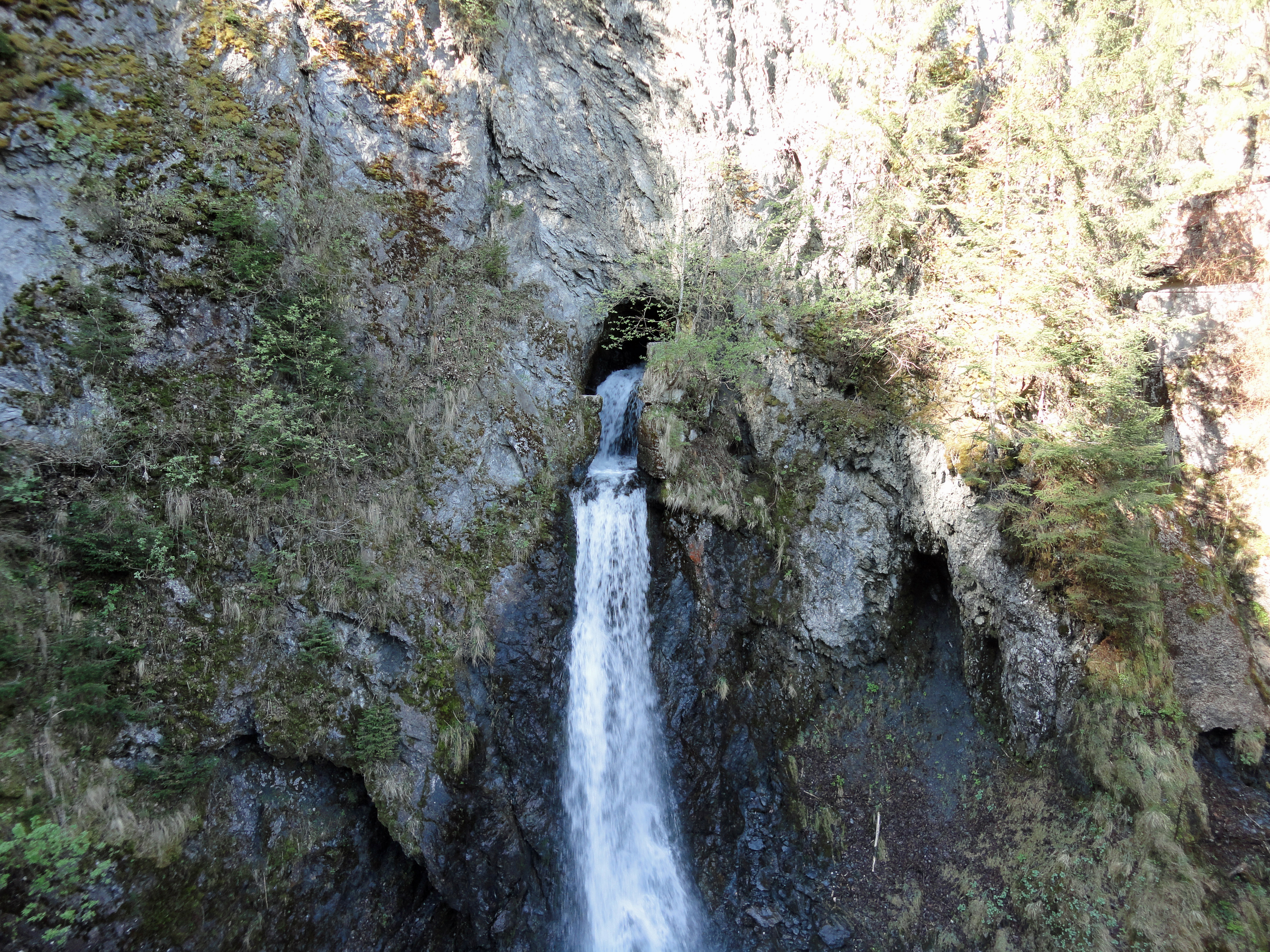
Zubringerwasserfall in den Talbach

Die Talbachklamm ist eine Klamm des Talbachs, im Ennstal in der Steiermark, die von Schladming nach Untertal führt.
Ein rund zwei Kilometer langer Weg durch die Klamm führt den Flusslauf entlang bis ins Untertal. Die Klamm ist auch der erste Teil des zwölf Kilometer langen Erlebniswanderwegs Wilde Wasser, der über 14 Stationen zu den Riesachfällen bis zum Riesachsee führt.